# Бетола (Верчели)
Бетола је насеље у Италији у округу Верчели, региону Пијемонт.
Према процени из 2011. у насељу је живело 7 становника. Насеље се налази на надморској висини од 522 м.